# Christine Vollmer
Christine Vollmer ist eine deutsche Juristin, Rechtsanwältin und ehemalige Richterin.

## Ausbildung
Nach dem Abitur studierte Christine Vollmer Rechtswissenschaften und beendete das Studium 1998 mit der Ersten Juristischen Staatsprüfung. Nach dem Rechtsreferendariat von 2000 bis 2002 in Bremen und Berlin absolvierte sie 2002 die Zweite Juristische Staatsprüfung.

## Beruflicher Werdegang
2002 folgte ihre Zulassung als Rechtsanwältin. 2009 qualifizierte sie sich zur Fachanwältin für Strafrecht. Die Schwerpunkte ihrer anwaltlichen Tätigkeit liegen im allgemeinen Strafrecht, Jugendstrafrecht, Betäubungsmittelstrafrecht und Revisionsrecht.
Am 22. Juli 2015 wählte die Bremische Bürgerschaft sie zur Richterin an den Staatsgerichtshof der Freien Hansestadt Bremen in der Legislaturperiode der Bürgerschaft 2015/2019.

## Ämter und Mitgliedschaften
- Mitglied im Deutschen Anwalt Verein (DAV)
- Mitglied im Vorstand der Vereinigung Niedersächsischer und Bremer Strafverteidigerinnen und Strafverteidiger (VNBS)[2]
- Mitglied des Bremischen Anwaltvereins (BAV)
- Mitglied der Hanseatischen Rechtsanwaltskammer Bremen (HRAK)
- Mitglied der IALANA, Juristinnen und Juristen gegen atomare, biologische und chemische Waffen, für gewaltfreie Friedensgestaltung e.V. Diese Organisation ist Mitstifterin des Whistleblowerpreises.
- 2015: Mitglied der Jury für den Whistleblowerpreis, den in diesem Jahr unter anderem Gilles-Éric Séralini erhielt.[3]

## Publikationen (Auswahl)
- Claudia Born, Christine Vollmer: Familienfreundliche Gestaltung des Arbeitslebens. Schriftenreihe des Bundesministers für Jugend, Familie und Gesundheit, Bd. 135. Stuttgart, Kohlhammer 1983